# سیارک ۱۴۲۷۸
سیارک ۱۴۲۷۸ (به انگلیسی: 14278 Perrenot، نامگذاری:2000CV29) چهارده هزار و دویست و هفتاد و هشتمین سیارک کشف شده‌است که در ۲ فوریه ۲۰۰۰ کشف شد.
قدر مطلق سیارک برابر ۱۲.۳ است.